# ANGPTL3
ANGPTL3 (англ. Angiopoietin like 3) – білок, який кодується однойменним геном, розташованим у людей на короткому плечі 1-ї хромосоми.  Довжина поліпептидного ланцюга білка становить 460 амінокислот, а молекулярна маса — 53 637.
| 10         |  | 20         |  | 30         |  | 40         |  | 50         |
| ---------- |  | ---------- |  | ---------- |  | ---------- |  | ---------- |
| MFTIKLLLFI |  | VPLVISSRID |  | QDNSSFDSLS |  | PEPKSRFAML |  | DDVKILANGL |
| LQLGHGLKDF |  | VHKTKGQIND |  | IFQKLNIFDQ |  | SFYDLSLQTS |  | EIKEEEKELR |
| RTTYKLQVKN |  | EEVKNMSLEL |  | NSKLESLLEE |  | KILLQQKVKY |  | LEEQLTNLIQ |
| NQPETPEHPE |  | VTSLKTFVEK |  | QDNSIKDLLQ |  | TVEDQYKQLN |  | QQHSQIKEIE |
| NQLRRTSIQE |  | PTEISLSSKP |  | RAPRTTPFLQ |  | LNEIRNVKHD |  | GIPAECTTIY |
| NRGEHTSGMY |  | AIRPSNSQVF |  | HVYCDVISGS |  | PWTLIQHRID |  | GSQNFNETWE |
| NYKYGFGRLD |  | GEFWLGLEKI |  | YSIVKQSNYV |  | LRIELEDWKD |  | NKHYIEYSFY |
| LGNHETNYTL |  | HLVAITGNVP |  | NAIPENKDLV |  | FSTWDHKAKG |  | HFNCPEGYSG |
| GWWWHDECGE |  | NNLNGKYNKP |  | RAKSKPERRR |  | GLSWKSQNGR |  | LYSIKSTKML |
| IHPTDSESFE |  |            |  |            |  |            |  |            |

A: Аланін

C: Цистеїн

D: Аспарагінова кислота

E: Глутамінова кислота

F: Фенілаланін

G: Гліцин

H: Гістидин

I: Ізолейцин

K: Лізин

L: Лейцин

M: Метіонін

N: Аспарагін

P: Пролін

Q: Глутамін

R: Аргінін

S: Серин

T: Треонін

V: Валін

W: Триптофан

Задіяний у таких біологічних процесах як клітинна адгезія, метаболізм ліпідів, ангіогенез, поліморфізм. 
Білок має сайт для зв'язування з молекулою гепарину. 
Локалізований у клітинних відростках.
Також секретований назовні.